# 王奂如
王奂如（1907年—1985年），男，直隶（今河北）深泽人，中华人民共和国政治人物，曾任东北人民政府财政部秘书长，吉林省人民委员会副省长。